# Comando per la formazione, specializzazione e dottrina dell'Esercito
Il Comando per la formazione, specializzazione e dottrina dell'Esercito (COMFORDOT), è un alto comando di vertice dell'Esercito Italiano, costituito il 1º gennaio 2013 in seguito alla riforma dell'area scolastico-addestrativa dell'Esercito.

## Storia
In applicazione della legge 31 dicembre 2012, n. 244 sulla revisione dello strumento militare nazionale, il 1º gennaio 2013 è stato costituito, per trasformazione del soppresso Comando dei supporti delle forze operative terrestri, il Comando per la formazione, specializzazione e dottrina dell'Esercito.
Il nuovo comando di vertice ha assunto alle proprie dipendenze il Comando per la formazione e Scuola di applicazione dell'Esercito di Torino (COMFORSA), già funzionante come comando di vertice per l'area formativa, il Centro di simulazione e validazione dell'Esercito di Civitavecchia (CESIVA), già alle dirette dipendenze del Capo di stato maggiore dell'Esercito, e le scuole di specializzazione NBC, amministrazione e commissariato, trasporti e materiali e sanità e veterinaria militare.
Durante il 2015 le scuole di fanteria e cavalleria passano dalle dipendenze del CESIVA alle dirette dipendenze del COMFORDOT, mentre il Raggruppamento unità addestrative viene soppresso e riconfigurato in Centro addestramento volontari alle dipendenze della Scuola di Fanteria.
Il 1º ottobre 2016 la Scuola trasporti e materiali passa alle dipendenze del neo costituito Comando dei supporti logistici.

## Missione
Esso riunisce, in un unico comando, i tre compiti delineati nel nome: formazione (di base ed intermedia), specializzazione per il personale assegnato ad armi e corpi, e raccolta della dottrina militare.
Resta invece esclusa la formazione di livello superiore, affidata al Centro alti studi per la difesa (CASD), per tramite dell'Istituto alti studi per la difesa (IASD, master per ufficiali) ed all'Istituto superiore di stato maggiore interforze (ISSMI, corsi superiori di stato maggiore)

## Struttura
- Comando per la formazione e Scuola di applicazione dell'Esercito
  -  Accademia militare di Modena
  -  Scuola militare "Nunziatella"
  -  Scuola militare "Teulié"
  - Scuola di applicazione di Torino
- Scuola sottufficiali dell'Esercito
- Scuola di fanteria
  -  17º Reggimento Addestramento Volontari (RAV) "Acqui"
  -  85º Reggimento Addestramento Volontari (RAV) "Verona"
  -  235º Reggimento Addestramento Volontari (RAV) "Piceno"
- Scuola di cavalleria
- Scuola interforze per la difesa NBC
- Scuola lingue estere dell'Esercito
- Comando Comprensorio "Cecchignola"

## Comandanti
| Nº | Grado     | Nome                 | Dal        | Al         |
| -- | --------- | -------------------- | ---------- | ---------- |
| 1  | Gen. C.A. | Massimo De Maggio    | 01/01/2013 | 02/09/2014 |
| 2  | Gen. C.A. | Vincenzo Lops        | 03/09/2014 | 24/08/2015 |
| 3  | Gen. C.A. | Giorgio Battisti     | 25/08/2015 | 10/10/2016 |
| 4  | Gen. D.   | Claudio Berto        | 11/10/2016 | 31/01/2017 |
| 5  | Gen. C.A. | Pietro Serino        | 01/02/2017 | 06/10/2018 |
| 6  | Gen. C.A. | Giovanni Fungo       | 07/10/2018 | 14/11/2019 |
| 7  | Gen. C.A. | Salvatore Camporeale | 15/11/2019 | 07/04/2022 |
| 8  | Gen. C.A. | Carlo Lamanna        | 08/04/2022 | In carica  |